# Axe (numismatique)
Pour les articles homonymes, voir Axe.
Pour la frappe au sens de la fabrication d'une pièce, voir frappe.
En numismatique, l'axe désigne l'orientation des coins utilisés pour frapper les faces d'une pièce de monnaie l'un par rapport à l'autre. L'axe est exprimé en heures : « douze heures » indiquant que le coin est orienté, sur un axe vertical, vers le haut de la pièce et « six heures », vers le bas.

## Frappe monnaie
La frappe monnaie fait généralement référence à un axe de matrice inversé. En termes simples, cela signifie que si l'avers (le côté face) d'une pièce est tourné vers le haut ou normalement, pour voir alors le revers (le côté pile) à l'endroit il faut faire tourner la pièce de 180° autour d'un axe horizontal.
L'axe de matrice inversé est, traditionnellement et historiquement, la façon dont les pièces de monnaie sont produites, d'où le terme « alignement de pièce » qui fait également référence à ce style. Les livres et les magazines sur la numismatique mettent en évidence une pièce de monnaie à axe inversé en utilisant deux flèches verticales, l'une pointant vers le haut, l'autre vers le bas. Alors que la plupart des Monnaies modernes n'utilisent plus l'axe des matrices inversées, la Monnaie des États-Unis est restée fidèle à la tradition et continue à fabriquer ses pièces de cette manière.

## Frappe médaille
La frappe médaille désigne une orientation à douze heures et implique que les coins sont orientés dans le même sens : les hauts des deux coins sont à douze heures.
Toutes les pièces britanniques depuis 1887 — date à laquelle le portrait du jubilé de la reine Victoria a été introduit — ont été produites en utilisant l'alignement médaille ou l'axe de matrice standard. Cela signifie que les deux côtés de la pièce sont orientés dans le bon sens lorsqu'on la fait tourner de 180 degrés autour d'un axe vertical.
Toutes les pièces en euros sont également en frappe médaille.